# Hures-la-Parade
Hures-la-Parade is een gemeente in het Franse departement Lozère (regio Occitanie) en telt 177 inwoners (1999). De plaats maakt deel uit van het arrondissement Florac.

## Geografie
De oppervlakte van Hures-la-Parade bedraagt 82,0 km², de bevolkingsdichtheid is 2,2 inwoners per km².
De onderstaande kaart toont de ligging van Hures-la-Parade met de belangrijkste infrastructuur en aangrenzende gemeenten.

## Demografie
Onderstaande figuur toont het verloop van het inwonertal (bron: INSEE-tellingen).

1. ↑  Populations de référence 2022.